# Scarus scaber
Scarus scaber es una especie de peces de la familia Scaridae en el orden de los Perciformes.

## Morfología
Los machos pueden llegar alcanzar los 37 cm de longitud total.

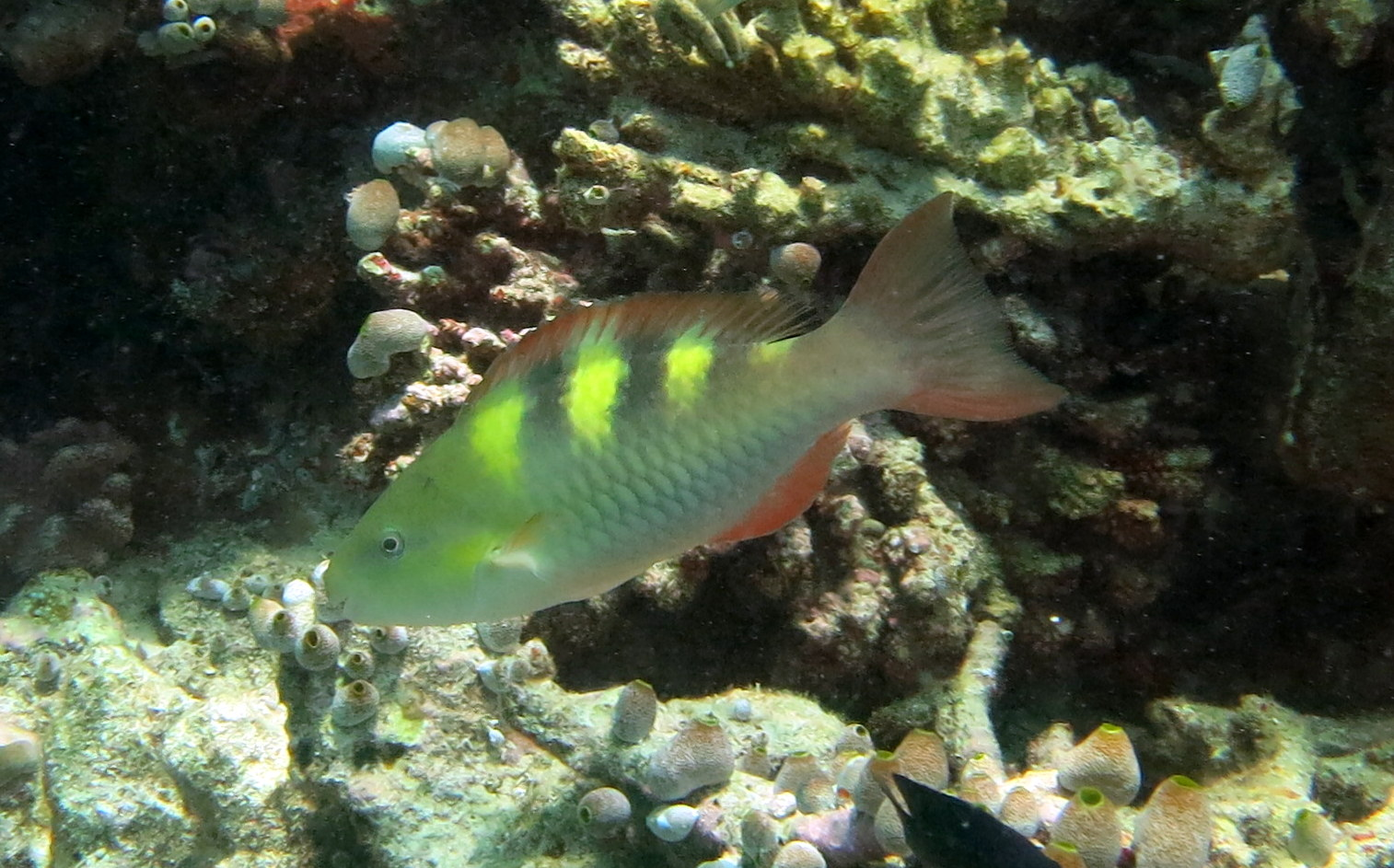
Hembra
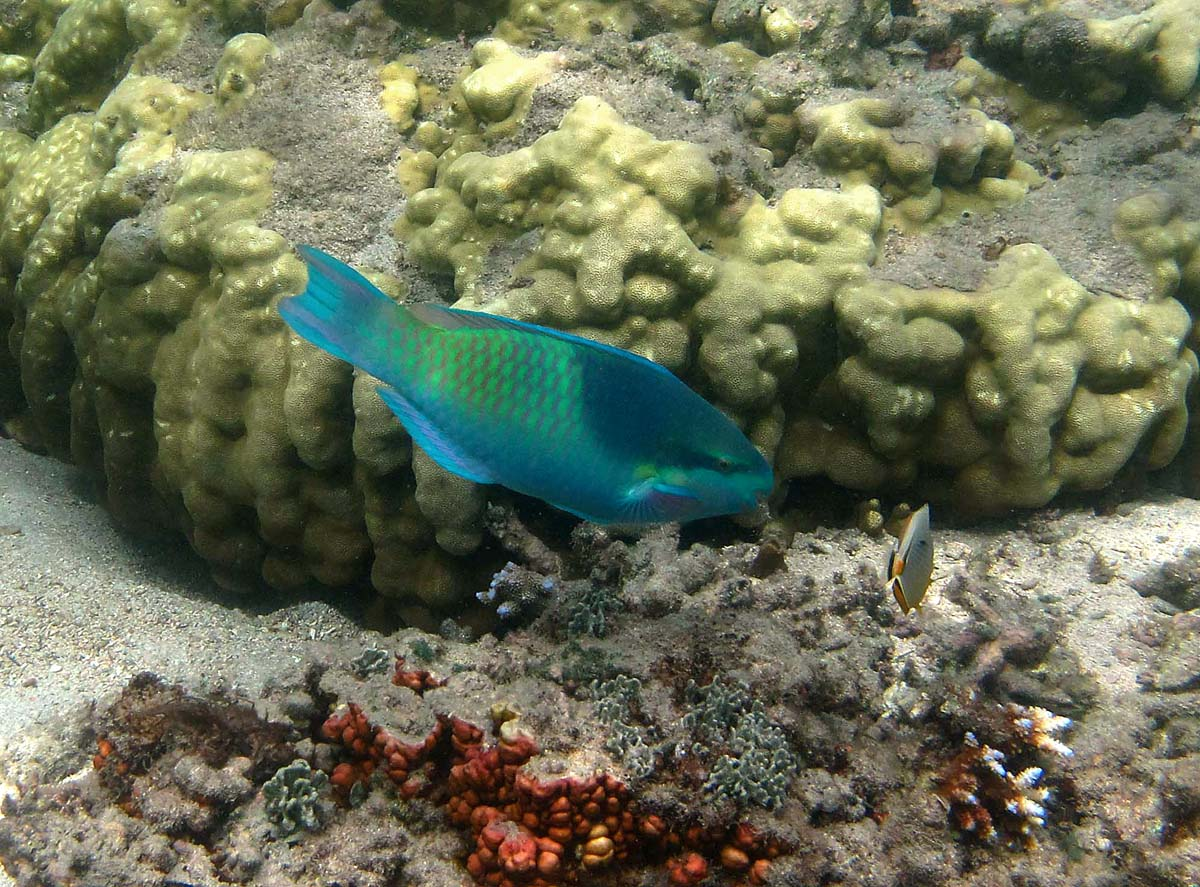
Macho

## Distribución geográfica
Se encuentra desde África Oriental hasta KwaZulu-Natal (Sudáfrica) y algunas islas del oeste del océano Índico.